# Rondeletia (poisson)
Famille
Genre
Rondeletia est un genre de poissons abyssaux, le seul de la famille des Rondeletiidae dans l'ordre des Beryciformes, anciennement dans l'ordre des Stephanoberyciformes, aujourd'hui obsolète.

## Description et caractéristiques
Ce sont des poissons de petite taille (atteignant jusqu’à 11 cm), au corps mou et flasque, évoquant la forme d’un cétacé, avec des nageoires médianes opposées et situées loin vers l’arrière. La tête est grande, et les cavités muqueuses situées sur son sommet sont peu visibles et recouvertes d’une peau épaisse. Les yeux sont petits. Le museau est long, tandis que l’organe nasal est modérément développé. La bouche est large, mais les mâchoires ne dépassent pas la limite postérieure de l’œil. Les dents, petites et serrées, sont présentes sur les mâchoires et le vomer, mais absentes des palatins, ectoptérygoïdes et copules. Les branchiospines sont bien développées et en forme de lattes. Les nageoires sont dépourvues d’épines.
La ligne latérale est composée de rangées verticales de papilles, sans écailles internes de soutien. Le corps est dépourvu d’écailles externes. Il n’y a ni photophores ni tissus lumineux. Aucun tissu caverneux n’est présent. Les côtes pleurales sont bien développées.
Sur le vivant, ces poissons sont d’un brun orangé, avec l’intérieur de la bouche et des cavités branchiales rouge-orange. La couleur des spécimens conservés devient brune.
Ce sont des espèces méso- et bathypélagiques des grandes profondeurs. Elles se nourrissent comme prédateurs, principalement d’amphipodes et de crustacés. Ces poissons des abysses sont rares et n’ont aucune importance commerciale.

## Liste des espèces
Selon le World Register of Marine Species (6 janvier 2025) :
- Rondeletia bicolor Goode & Bean, 1895
- Rondeletia loricata Abe & Hotta, 1963

## Systématique
Le nom valide complet (avec auteur) de ce taxon est Rondeletia Goode & Bean, 1895,. Cette famille était auparavant placée dans l'ordre des Stephanoberyciformes, aujourd'hui obsolète. Mais cette classification se retrouve encore dans certaines bases de référence qui n'ont pas été mises à jour.

## Étymologie
Le genre est nommé d'après Guillaume Rondelet (1507-1566), ichtyologiste français du XVIIe siècle.

## Publication originale
- Goode, G. B.; Bean, T. H. (1895). On Cetomimidae and Rondeletiidae, two new families of bathybial fishes from the northwestern Atlantic. In: Scientific results of explorations by the U. S. Fish Commission steamer Albatross. Proceedings of the United States National Museum. v. 17 (no. 1012): 451-454, Pl. 17.